# Giulio Cogni
Giulio Cogni (Siena, 10 gennaio 1908 – 15 novembre 1983) è stato uno scrittore, critico musicale e compositore italiano.

## Biografia
Insegnante prima in una scuola media di Martina Franca, poi docente di filosofia al liceo di Perugia e all'Istituto italogermanico di cultura di Amburgo, a venticinque anni si segnalò, con la pubblicazione del Saggio sull'Amore come nuovo principio d'immortalità, come "il primo e il più coerente" studioso italiano impegnato a "introdurre l'approccio biologico razzista nel pensiero e nella scienza italiani". Il libro fu aspramente criticato, tra gli altri, da Guido De Ruggiero  e Guido Calogero che polemizzò anche con l'allora suo maestro Giovanni Gentile (dedicatario del libro di Cogni), reo di aver accolto alcuni scritti hegeliani del Cogni sul "Giornale critico della filosofia italiana"; l'autore controbatté con una Difesa del saggio su l'amore. Il libro valse a Cogni l'apprezzamento di Telesio Interlandi, che presentò l'autore a Mussolini e ne ospitò gli scritti sul "Quadrivio" e sul "Tevere". Negli anni successivi Cogni pubblicò due volumi, Il razzismo e I valori della stirpe italiana, in cui tentava di coniugare l'attualismo gentiliano con il misticismo biologico di Alfred Rosenberg e Hans F.K. Günther. Criticato dalla Chiesa (Il razzismo fu messo all'Indice) e dagli stessi fascisti, scaricato da Mussolini, prima difeso e poi abbandonato anche da Interlandi, Cogni orientò i suoi studi alla psicologia e alla musica. Nel dopoguerra insegnò Estetica e Psicologia della musica al Conservatorio Luigi Cherubini di Firenze. Fu anche autore di libretti per opera e musiche.

## Opere principali
- Studi mistici, Siena, La Rivoluzione Fascista, 1930
- Saggio sull'Amore come nuovo principio d'immortalità, Torino, Bocca, 1932
- Difesa del saggio su l'amore, Torino, Bocca,  1933
- Il razzismo, Milano, Bocca, 1937
- Lo spirito assoluto: saggio critico sul problema teologico, Firenze, La nuova Italia, 1937
- I valori della stirpe italiana, Milano, Bocca, 1937
- Il Segreto del Genio, Firenze, Vallecchi, 1941
- Le forze segrete della musica, Siena, Ticci, 1942
- Agape Sacra , Siena, Ausonia, 1948
- Agape Eterna, Siena, Maia, 1952
- Che cosa è la musica? Elementi di psicologia della musica, Milano, Curci, 1956
- Wagner e Beethoven, Firenze, Sansoni, 1960
- Alberto Viviani: poeta, narratore, saggista, Firenze, Il fauno ed., 1961
- Universo fagico: testi e saggi, Roma, Ciranna, 1966
- Io sono te: sesso e oblazione, Milano, Ceschina, 1970
- Ahamannam: io sono cibo: essere universale di tutte le forme : dalla Taittirya Upanishad all'eucaristia, Roma, Edizioni mediterranee, 1982
- Canti vedantici, Roma, Albatros, 1982